# Elecciones presidenciales de Portugal de 1991
Las cuartas elecciones presidenciales portuguesas tras la revolución de los claveles se realizaron el 13 de enero de 1991.
La cohabitación entre el presidente Mário Soares y el primer ministro Cavaco Silva, así como el carácter no partidista del primer mandato de Soares impulsó su reelección por un margen muy grande. La reelección del presidente Mário Soares nunca estuvo en duda, sobre todo después de que el primer ministro Cavaco Silva anunciara el apoyo tácito del Partido Social Demócrata a su candidatura. Soares obtuvo una mayoría aplastante de casi el 71% de los votos. Los otros tres candidatos (Basílio Horta, apoyado por el CDS, Carlos Carvalhas, apoyado por el PCP, y Carlos Marques, apoyado por la UDP), obtuvieron resultados mucho más pequeños.

## Resultados
| Elecciones presidenciales de Portugal del 13 de enero de 1991 Presidente Fuentes: |

| Partidos                | Candidatos              | Votos     | %      |
| ----------------------- | ----------------------- | --------- | ------ |
| PS, apoyado por: PSD    | Mário Soares            | 3.459.521 | 70,35% |
| CDS                     | Basílio Horta           | 696.379   | 14,16% |
| PCP                     | Carlos Carvalhas        | 635.373   | 12,92% |
| UDP                     | Carlos Marques          | 126.581   | 2,57%  |
| Votos positivos         | Votos positivos         | 4.917.854 | 96,45% |
|                         |                         |           |        |
| Votos en blanco         | Votos en blanco         | 112.877   | 2,21%  |
| Votos nulos             | Votos nulos             | 68.037    | 1,33%  |
|                         |                         |           |        |
| Total votantes (62,16%) | Total votantes (62,16%) | 5.098.768 | 100%   |
| Electores habilitados   | Electores habilitados   | 8.202.812 |        |

## Resultados por circunscripciones electorales

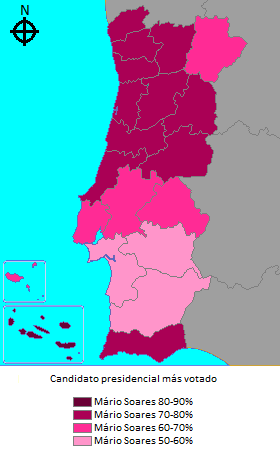
Resultados de las elecciones presidenciales de 1991 por circunscripción electoral.

|                           | %            | %             | %                | %              |
| Circunscripción electoral | Mário Soares | Basílio Horta | Carlos Carvalhas | Carlos Marques |
| ------------------------- | ------------ | ------------- | ---------------- | -------------- |
| Azores                    | 80,66        | 13,02         | 3,21             | 3,10           |
| Aveiro                    | 77,27        | 15,33         | 5,52             | 1,87           |
| Beja                      | 54,06        | 5,88          | 36,52            | 2,55           |
| Braga                     | 77,49        | 13,75         | 7,08             | 1,68           |
| Braganza                  | 67,48        | 25,35         | 5,06             | 2,11           |
| Castelo Branco            | 71,63        | 9,20          | 16,18            | 2,99           |
| Coímbra                   | 76,86        | 12,23         | 8,83             | 2,08           |
| Évora                     | 53,99        | 8,19          | 35,40            | 2,42           |
| Faro                      | 72,40        | 12,50         | 12,00            | 3,09           |
| Guarda                    | 71,33        | 20,36         | 5,96             | 2,35           |
| Leiría                    | 72,41        | 18,23         | 7,18             | 2,17           |
| Lisboa                    | 64,89        | 15,02         | 17,02            | 3,06           |
| Madeira                   | 67,22        | 22,91         | 3,49             | 6,39           |
| Portalegre                | 64,25        | 10,26         | 25,03            | 2,46           |
| Oporto                    | 76,50        | 12,40         | 9,21             | 1,89           |
| Santarém                  | 68,96        | 13,23         | 14,96            | 2,85           |
| Setúbal                   | 55,83        | 8,40          | 31,77            | 4,00           |
| Viana do Castelo          | 75,26        | 15,00         | 7,55             | 2,20           |
| Vila Real                 | 75,05        | 17,92         | 5,10             | 1,93           |
| Viseu                     | 75,41        | 17,65         | 5,13             | 1,81           |
| Total                     | 70,35        | 14,16         | 12,92            | 2,57           |

Fuentes: